# Pierre-Anne-Louis de Maton de La Varenne
Pour les articles homonymes, voir Maton.
Pierre-Anne-Louis de Maton de la Varenne, né à Paris vers 1761 et mort à Fontainebleau le 26 mars 1813, est un avocat et homme de lettres français, connu surtout pour ses mémoires sur la Révolution française, à laquelle il voua une violente hostilité.

## Biographie
Issu d'une famille noble, il est reçu avocat au parlement de Paris, mais n'y exerce pas, préférant se consacrer à ses ambitions littéraires. Il se fait connaître en 1790 par une série de mémoires judiciaires, dont un lui est commandé par Sanson et dans lequel il plaide pour la réhabilitation de la profession de bourreau. Sa ferveur royaliste ne tarde pas à le mettre en péril. Lors de la journée du 10 août 1792, il tente de sortir de Paris, mais il est reconnu et dénoncé par la foule. Après s'être tenu caché pendant quelques jours, il est arrêté le 24 août et incarcéré à la Force. Acquitté contre toute attente par le président du tribunal de la Force, dont le jugement suscite une liesse spontanée, il échappe de justesse aux massacres de Septembre. Il publie peu de temps après le récit de son expérience en prison dans un mémoire intitulé Les Crimes de Marat, et des autres égorgeurs, ou Ma résurrection. Il y écrit à propos de Marat :

« Jacobins, adorez Marat si vous voulez ; faites un saint-suaire de sa chemise ensanglantée, des reliques de sa baignoire, des diadèmes de sa vieille couronne ; un évangile de ses journaux, ou même de sa constitution monarchique : vous êtes libres ; les Indiens adorent bien les excréments du grand Lama, ils en font même des repas assez ragoûtans ; chacun à sa fantaisie, il faut la lui laisser, qu'elle qu'absurde qu'elle soit. Mais on ne peut pas me forcer d'adorer l'image d'un mort que j'ai cru un assassin ou un insensé. »

Cinq années plus tard, alors qu'il a survécu, malgré ce genre de propos, à la Terreur, le coup d'État du 18 fructidor l'oblige une seconde fois à se cacher. Il profite de cette retraite forcée pour rédiger une Histoire particulière des événements qui ont eu lieu en France pendant les mois de juin, juillet, d'août et de septembre 1792, parue en 1806, qui demeure son ouvrage le plus connu et qui a été aussi le plus controversé. Un historien écrit : « Avec Maton de la Varenne, qui n'a écrit qu'en 1806, on voit jusqu'où peuvent aller, dans le développement d'une légende, la passion politique, le mépris de la vérité et de la vraisemblance et la confiance dans la crédulité du public. » Tout en soulignant son caractère suspect, d'autres historiens n'en reconnaissent pas moins l'utilité de ses contributions à l'historiographie de la Révolution.
Surnommé à une époque « l'Ésope du barreau », Maton de la Varenne, qui était membre de plusieurs sociétés savantes, publia aussi quelques romans qui, note laconiquement Barbier, « ont trouvé des lecteurs ». Il annonça une Histoire de la décadence et de la chute du trône royal en France qui ne vit jamais le jour. Il s'attribua en outre un certain nombre d'ouvrages qui n'étaient pas les siens, mais mourut dans l'obscurité vers l'âge de 52 ans avant que sa supercherie ne fût découverte.

## Choix de publications
- Mémoire pour les exécuteurs des jugements criminels de toutes les villes du royaume, où l'on prouve la légitimité de leur état, 1790
- Mémoire à l'Assemblée nationale, où l'on fait voir (entr'autres choses) combien le régime actuel des notaires de Paris est contraire au bien public, & où l'on en propose un nouveau, qui rendrait ces officiers ministériels moins onéreux & plus utiles, 1790 Texte en ligne
- Plaidoyer de M. Maton de La Varenne, en faveur du sieur Riston, victime célèbre du despotisme judiciaire, avec le jugement rendu sur les accusations intentées contre ce citoyen patriote, dont le ministère public du vieux régime a demandé la mort, 1790
- Crime du comité des recherches de l'Assemblée nationale constituante, et de plusieurs faussaires créés et salariés par lui, sa défense des sieurs Lami-Evette et Dunand, impliqués dans la fabrication de faux assignats des sieurs Marcon et Vidaud, et condamnés à mort, 1792
- Les Crimes de Marat, et des autres égorgeurs, ou Ma résurrection : où l'on trouve non seulement la preuve que Marat et divers autres scélérats, membres des autorités publiques, ont provoqué tous les massacres des prisonniers, mais encore des matériaux précieux pour l'histoire de la Révolution française, 1795 Texte en ligne
- Histoire particulière des événements qui ont eu lieu en France pendant les mois de juin, juillet, d'août et de septembre 1792, et qui ont opéré la chute du trône royal, 1806 Texte en ligne

Romans
- Camille et Formose, histoire italienne, 2 vol., 1795
- Valdeuil, ou les Malheurs d'un habitant de St-Domingue, 2 vol., 1795 (lire en ligne sur Manioc.org)

## Source biographique
- Alphonse Rabbe, Claude-Augustin Vieilh de Boisjolin, François de Sainte-Preuve, Biographie universelle et portative des contemporains, Paris : L'éditeur, 1836, t. 3, p. 513-514